# El Imparcial (Guatemala)
El Imparcial fue un periódico guatemalteco fundado por Alejandro Córdova, David Vela Salvatierra y Porfirio Barba Jacob que circuló desde 1922 a 1985 y que contenía noticias nacionales, departamentales e internacionales además de una reconocida sección literaria -dirigida por el literato guatemalteco César Brañas-, un dietario con santoral, jubileo circular, farmacias de turno y tipo de cambio. El periódico tenía también una sección de vida social en que se informaba de los acontecimientos de las élite de la sociedad guatemalteca y reconocido por su calidad informativa, su logo  -diseñado por el pintor guatemalteco Carlos Mérida- y su caricatura editorial conocida como el Muñequito de El Imparcial -obra de Alfonso Campins Raymundo.

## Historia

### Fundación
El 16 de junio de 1922, Alejandro Córdova, junto con César Brañas, Rafael Arévalo Martínez, Carlos Wyld Ospina, Luz Valle y el poeta colombiano Porfirio Barba Jacob fundaron el periódico El Imparcial. Poco después, se unieron como colaboradores del periódico Miguel Ángel Asturias y David Vela; el logo del periódico era un quetzal estilizado, obra de Carlos Mérida. Su ideario contemplaba: no servir como órgano de partido político alguno, no recibir subvenciones ni ayuda oficial, mantener y defender la libertad de expresión del pensamiento.
Desde el principio, El Imparcial se caracterizó por su seriedad, dada la naturaleza de los intelectuales que se comprometieron en esa empresa periodística. El periódico surgió en momentos difíciles para el gremio periodístico pues se vivía un ambiente dictatorial tras el golpe de Estado de José María Orellana en el que hacía poco se habían suspendido las garantías constitucionales.  Ante esta situación, el periódico nació exigiendo que se restableciera el régimen constitucional y denunciando el Pacto de Tacoma, que el gobierno de Orellana desatendía por sus vínculos con la United Fruit Company, y que era inconstitucional y lesivo para Centroamérica pues cedía una isla a Nicaragua que era realmente de El Salvador y además,
establecía que la bahía sería utilizada por la flota estadounidense.
Y también desde su inicio, El Imparcial sufrió el acoso de la prensa oficialista, principalmente del Diario de Centro América, que lo acusaba de operar con independencia subvencionada. Unos cuantos días después de su primera publicación, El Imparcial dedicó su editorial a reflexionar sobre las restricciones impuestas por el gobierno de facto de Orellana, quien pretendía controlar a la prensa para que sus nexos con la frutera estadounidense no fueran denunciados. El Imparcial fue un factor importante para que se restableciera la Ley de Imprenta que habta sido aprobado en 1894 por el gobierno de José María Reina Barrios.

### El Muñequito

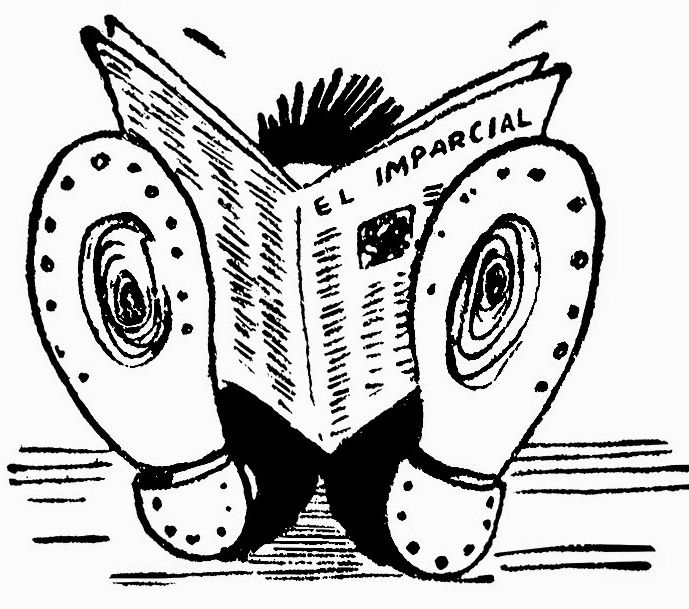
El Muñequito de El Imparcial. Creación de Alfonso Campins Raymundo.

El Muñequito de El Imparcial -obra de Alfonso Campins Raymundo, ingeniero dibujante de la Imprenta La Unión, donde se imprimía el periódico- apareció por primera vez el 6 de noviembre de 1922. Era un hombrecito fornido, con el pelo erizado y la cara oculta tras un ejemplar de El Imparcial, que representaba a un individuo cualquiera poniéndose al día con las noticias. Alejandro Córdova y David Vela Salvatierra le pidieron a Campins Raymundo que creara este personaje para exaltar el ingenio humorístico chapín y darle voz al hombre de la calle.
En 1924 el periódico adquirió una rotativa dúplex que utilizaba papel en bobina en lugar del que utilizaban las obsoletas prensas planas.

### Suspensión de garantías por José María Orellana
El 25 de mayo de 1926, El Imparcial publicó una noticia de último momento: Suspensión de las garantías, la cual se refería al decreto 916, en la cual el entonces presidente José María Orellana indicaba los motivos por los cuales suspendían las garantías individuales contenidas en la Constitución. La principal razón era -según el gobierno- que «actividades insidiosas y antipatrióticas de ciertos elementos» tendían «a interrumpir la tranquilidad pública y el desarrollo del país», lo que, a la vez, imposibilitaba resolver el problema económico nacional. Aunque El Imparcial no circuló en forma regular en días anteriores, producto del boicot del Estado, el 26 de mayo dejó de publicarse por tiempo indefinido. A partir de entonces, solo los medios afines al Gobierno podían circular, con informaciones intrascendentes, entre ellos los del Diario de Guatemala y El Guatemalteco.
La historia dio un giro repentino el domingo 26 de septiembre, cuando, a las 00.15 horas, murió Orellana, durante un viaje de descanso en Antigua Guatemala. Se encontraba en una habitación del Hotel Manchén. «Un violento ataque de angina de pecho puso fin a la vida del ilustre mandatario», explicaba el Diario de Guatemala en una edición especial, ese mismo día.
El general Lázaro Chacón asumió la presidencia interina y de inmediato levantó la suspensión de las garantías constitucionales y se pudieron volver a publicar Al Día y El Imparcial. Este último reapareció el 1 de octubre y en su edición reconocía el acto de justicia de Chacón.

### Polémica sobre el libro «Semilla de Mostaza»

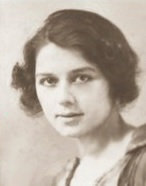
Elisa Hall de Asturias, autora de «Semilla de Mostaza».

La primera edición del libro «Semilla de mostaza» se imprimió en octubre de 1938 y contó con una tirada de mil ciento cincuenta ejemplares de cuatrocientas dieciséis páginas, impresos con el respaldo del gobierno del presidente general Jorge Ubico Castañeda, en los talleres de la Tipografía Nacional. Esta primera edición fue cuidadosamente revisada por la escritora, Elisa Hall de Asturias y primorosamente adornada por ella misma con dibujos y vírgulas en la carátula e interiores.
El libro de Hall causó general estupefacción entre sus lectores; todos coincidían en que se trataba de una obra maestra comparable con la producción de Lope de Vega, de Luis de Góngora y de Miguel de Cervantes, y que no solo iba a enriquecer a las letras guatemaltecas sino a las del continente y a la literatura universal. El periodista Federico Hernández de León lo expresó así en el Diario de Centro América: «…el parecer uniformado se expresó en cálidos elogios: había desenfado, agilidad y donaire, sabor de vino rancio y color de oro viejo…».  Pero algunos críticos dudaron de que «Semilla de mostaza» -por ser una de arte magistral- pudiese ser obra de una mujer que se daba a conocer con semejante monumento escritural en el mundo de las letras y que, además, no había cursado universidad alguna, sino que había estudiado en la intimidad de su hogar. Estos críticos consideraban que era imposible que una fémina fuese capaz de manejar la pluma de manera tan maravillosa y amena. Este fue motivo suficiente para que se desencadenara un debate en torno a la autoría de la obra.
Entre las hipótesis que surgieron están:
- Hall de Asturias solamente transcribió un manuscrito antiguo
- Miguel Ángel Asturias sirvió de «escritor fantasma»: Asturias vivía por ese entonces en Guatemala y se dedicaba a labores de escritura, casi de sobrevivencia, porque la fama aún no le llegaba.[a][9]

Otros, en cambio, daban credibilidad a la versión de que Elisa Hall era capaz de escribir tan esplendorosa obra.  
En realidad, los intelectuales guatemaltecos aprovecharon la oportunidad de una polémica alejada de la polémica política, la cual era fuertemente censurada, e intentaron hacer gala de su erudición. Entre los periódicos que estuvieron implicados en la polémica están El Imparcial, Nuestro Diario y El Liberal Progresista, que aunque no eran estatales, usualmente ofrecían puntos de vista afines al oficialismo del general Ubico Castañeda.
La polémica fue cediendo con el paso de los años.

### Muerte de Alejandro Córdova
En la madrugada del 1 de octubre de 1944, Alejandro Córdova y el industrial Fredy Koenisberger -propietario de la ferretería El Candado Dorado- asistieron a una reunión y a eso de las 3 de la mañana se dirigieron a la Villa de Guadalupe, donde vivía Córdova. Cuando estacionaron frente al chalet las Gardenias, fueron interceptados por un grupo de hombres armados. Uno de ellos les dijo: «Dos palabras», y cuando Córdova le respondió: «¿Qué quiere, amigo?», les dispararon.
Los autores del atentado -Federico Paiz Madrid, Luis Ochoa del Cid y José Manuel Herrera Muñoz- corrieron hacia una camionetilla que los esperaba los esperaba Humberto Mendizábal Amado; se dirigieron al Tercer Destacamento de Policía, en el barrio de San Pedrito y dejaron abandonada la camionetilla. Momentos después se despidieron y Paiz Madrid, jefe del grupo, les dijo que tenían que separarse y que no olvidaran presentarse al despacho del coronel Evaristo Orozco para informarle de que habían cumplido la misión. Todos los autores materiales fueron capturados al caer el gobierno de Ponce Vaides el 20 de octubre de 1944, pero Madrid y del Cid escaparon de la cárcel.
Con el nuevo Gobierno, la Policía Nacional fue sustituida por la Guardia Civil y prometieron capturar a los prófugos en el menor tiempo posible; el 22 de octubre, unos guardias que rondaban por Gerona vieron a un individuo sospechoso y lo reconocieron como Federico Paiz Madrid. En la 16 avenida y Callejón del Administrador, –según el reporte de las autoridades- «Madrid los atacó a balazos y ellos para defender sus vidas le dispararon hasta darle muerte». El resto de los asesinos de Córdova fueron sentenciados a muerte en Primera Instancia, pero en Segunda Instancia, las condenas quedaron así: Luis Ochoa del Cid y José Muñoz Herrera, treinta años de prisión y Humberto Mendizábal Amado, veinte años.

### Decreto 350
En 1952, durante el gobierno del coronel Jacobo Arbenz Guzmán El Imparcial, La Hora, y Nuestro Diario, fueron blanco de ataques por su oposición al Decreto número 350, que determinaba el pago de impuestos sobre utilidades para las empresas de prensa y que estos periódicos guatemaltecos consideraban como una Ley Vengativa, ya que las empresas periodísticas quedaban clasificadas como lucrativas. Casi inmediatamente, el Congreso recibió un anteproyecto de ley del Ejecutivo para regular las funciones de la prensa y son los diputados Francisco Villagrán y Mario Monteforte Toledo los que presentan la moción ante el Organismo Legislativo. El Imparcial volvió a la carga y asentó que el título cuarto del instrumento señala el peligro grave en que estaba la prensa:
- Se llegaba a imponer penas carcelarias a los periodistas.
- Diarios, publicaciones o radios estaban bajo pena en caso de hacerse reos de calumnias o injurias que se profieran de cualquier manera, por falta de respeto a la vida privada, o se excitara en cualquier forma contra las leyes.
- Aun los simples rumores eran tenidos por hechos[13]

El Decreto 350 fue derogado con la invasión liberacionista del coronel Carlos Castillo Armas.

### Declive y desaparición
El Imparcial no se puso al día con los avances tecnológicos del periodismo, lo que hizo que periódicos tipo tabloide que surgieron en la segunda mitad del siglo xx poco a poco fueran ganando terreno. El 12 de julio de 1985 salió el último número, en su etapa final. 
En 1997, sus archivos, ordenados por el periodista Rufino Guerra Cortave, así como el material fotográfico, fueron adquiridos por el Centro de Investigaciones Regionales de Mesoamérica -CIRMA; por su parte, las fotografías en papel, las adquirió la Revista Crónica. Su existencia en la historia del periodismo guatemalteco está marcada, principalmente, por la página literaria que dirigió el poeta César Brañas, y en la cual colaboraron muchos de los más calificados escritores nacionales y extranjeros. Su último director fue el licenciado David Vela Salvatierra.

## Colaboradores de renombre
- Miguel Ángel Asturias (1899-1974) fue un escritor, periodista y diplomático guatemalteco que contribuyó al desarrollo de la literatura latinoamericana, influyó en la cultura occidental y, al mismo tiempo, llamó la atención sobre la importancia de las culturas indígenas, especialmente las de su país natal, Guatemala. Asturias nació y se crio en Guatemala, aunque vivió una parte importante de su vida adulta en el extranjero. Fue un importante precursor del boom latinoamericano de los años 1960 y 1970; en El señor presidente, una de sus novelas más famosas, Asturias describe la vida bajo una dictadura despiadada. Su oposición pública a la tiranía lo llevó al exilio,, sobre todo en América del Sur y Europa. El libro Hombres de maíz, que se describe a veces como su obra maestra, es una defensa de la cultura maya. Tras décadas de exilio y marginación, Asturias finalmente obtuvo amplio renombre en los años 1960. En 1965 ganó el Premio Lenin de la Paz de la Unión Soviética; guego en 1967 recibió el Premio Nobel de Literatura, convirtiéndose así en el tercer autor americano no estadounidense en recibir este honor -tras Gabriela Mistral en 1945 y Saint-John Perse en 1960-, y el segundo latinoamericano.[15]
- Porfirio Barba Jacob (1883-1942): poeta, periodista y escritor colombiano que en 1895 inició por varias ciudades de Colombia y, a partir de 1907, a América Central y a Estados Unidos. Cambió su nombre real «Miguel Ángel Osorio Benítez» por «Porfirio Barba-Jacob», que conservó hasta su muerte. Estuvo radicado en Guatemala, Honduras, Costa Rica, El Salvador, Cuba, Perú y México, colaborando numerosas publicaciones literarias y políticas. Contradictorio, siempre propenso al escándalo, enriqueció la leyenda sobre su extravagante persona con una producción poética peculiar. Su espíritu errante, lleno de pasión y de nostalgia, formó parte esencial de su obra, caracterizada además por la angustia y la sensualidad. Fue mentor del escritor guatemalteco Rafael Arévalo Martínez y de otros miembros de la generación del 10.[16]
- José María Bonilla Ruano (1898-1957): originario de Japala, antes de cumplir diecisiete años de edad, obtuvo el título de Profesor Normalista en la Escuela Normal para Varones, e inmediatamente después se graduó de Bachiller Ciencias y Letras en el Instituto Nacional Central para Varones. Por espacio de muchos años catedrático de varias materias en secundaria. En el ramo de Educación Pública, fue también jefe de Educación Normal, Secundaria y Especial, catedrático de la Universidad Nacional y miembro de la Junta Departamental y del Consejo Consultivo. El 24 de octubre de 1930 le fue extendido por la Real Academia de Madrid el diploma de individuo suyo, en la clase de Correspondiente Extranjero en Guatemala, desempeñando más tarde, por voto unánime de los miembros de la Academia Guatemalteca de la Lengua, el cargo de Censor en la citada academia. En 1934 modificó la letra del Himno Nacional de Guatemala porque los versos originales del poeta cubano José Joaquín Palma estaban más identificados con la situación de su natal Cuba que con la de Guatemala.
- César Brañas (1922-1976): periodista, ensayista, crítico literario y poeta. Como periodista, colaboró durante años en el periódico El Imparcial del que fue fundador, estaba a cargo de la sección cultura y escribía una columna para compartir sus pareceres sobre cuestiones literarias y artísticas.[17] Miembro de la generación del 20, murió tras sufrir serias heridas durante el terremoto de 1976, que destruyó parcialmente a Guatemala y heredó su biblioteca y residencia a la Universidad de San Carlos de Guatemala.[18]
- Francisco Méndez Escobar (1934-1962): Como periodista aficionado se inició en su pueblo -Joyabaj, Quiché y en la ciudad de Quetzaltenango, a donde llegó cuando tenía 20 años de edad; pero su profesión como tal se desarrolló a partir de 1934, cuando el director de El Imparcial, Alejandro Córdova, lo contrató como redactor para ese diario. Pronto ascendió a jefe de redacción y ocupó ese puesto hasta su muerte. Fue contemporáneo de Mario Monteforte Toledo, Manuel Galich y Carlos Samayoa Chinchilla, con quienes formó parte de la generación del 30 o grupo Tepeus y escribió una poesía que trasciende por su universalidad y —en el caso de sus relatos— por su aporte al criollismo. Sus poemas fueron bien acogidos, elogiados e incluso apadrinados por César Brañas.[19]
- David Vela Salvatierra (1901-1992): Perteneció a la «Generación de 1920»[c][20][21] y fue coautor del himno universitario La Chalana; fungió como primer presidente de la Asociación de Estudiantes «El Derecho» (1920) y fue uno de los iniciadores del deporte universitario en 1922. También estuvo entre los fundadores de la Universidad Popular en 1922. Sus actividades periodísticas quedaron plasmadas en órganos divulgativos como redactor de El Estudiante, editor y redactor de las revistas Electra (1922) y Studium (1920). En junio de 1944 fue parte de los 311 ciudadanos que firmaron un memorial solicitando al presidente Jorge Ubico Castañeda la reinstauración de las garantías constitucionales en Guatemala[d][22] Perteneció a la Academia Guatemalteca de la Lengua y a la Sociedad de Geográfica e Historia de Guatemala. Sus estudios sobre literatura e historia son fundamentales para analizar la cultura de Guatemala.[23] Fue director de El Imparcial hasta la desaparición de éste.

## Premios
- Moors Cabot, 1947: fue el primer premio que recibió, por sus méritos, acción social y luchas por un periodismo independiente. También le fue otorgado por su aporte a la democracia y la vinculación y acercamiento de los países americanos.[24]
- Orden del Quetzal en el grado de Gran Cruz, 1972: esta condecoración guatemalteca le fue conferida por el presidente en funciones Eduardo Cáceres Lehnhoff el 22 de junio de 1972, en celebración de sus bodas de oro.[1]
- Decreto 9-30 del Congreso de la República de Guatemala, 1990: el congreso de Guatemala declara el archivo de El Imparcial como «Patrimonio Cultural de la República»[1]